# Yendo al cine solo
Yendo al cine solo es el único álbum solista de José Manuel Aguilera. Fue editado en 2001, cuando La Barranca estaba en reestructuración (y participan, entre los músicos invitados, quienes serían después los nuevos integrantes del grupo: los hermanos José María y Alonso Arreola y Alejandro Otaola). Es un álbum mayoritariamente instrumental y que contiene la única pieza de Aguilera en inglés, además de la versión en español de Etc, un tema de Caetano Veloso.
Yendo al cine solo, según el propio Aguilera, «es el soundtrack imaginario de películas inexistentes (o viceversa)». Fue un disco muy bien acogido tanto por las audiencias como por la crítica mexicanas.

## Lista de temas
Todos los temas son de José Manuel Aguilera, excepto donde se indica.
1. El espía que te amó (3:33)
2. Yendo al cine solo (2:44)
3. Asa nisi masa (3:42)
4. Perros (J. M. Aguilera, F. Ortiz Lavin) (2:33)
5. Como si fuera tolteca (3:08)
6. Etc (C. Veloso, versión en español de J. M. Aguilera) (3:10)
7. Aconsejado por la muerte (5:46)
8. Astrolabio (1:42)
9. Medianoche (4:48)
10. Cristalito maya (2:00)
11. Dulce geisha (4:25)
12. The Unforgiven (3:49)

## Créditos
- José Manuel Aguilera – guitarra, programación, sampleos, loops, bajo y voz

con
- Eduardo del Águila – programación (9, 11)
- Alfonso André – batería (10)
- Alonso Arreola – bajo (1)
- José María Arreola – batería (1, 3, 4, 7)
- Leonardo Corona – conga y pandero (5)
- Federico Fong – vibráfono (2) y piano (5)
- Carlos Muñoz – percusión (1, 3, 5, 11)
- Alejandro Otaola – guitarra (3, 12)
- Quique Rangel – contrabajo (2, 10)
- Daniel Soberones – bajo (3)
- Producción – José Manuel Aguilera y Eduardo del Águila
- Grabado y mezclado en El Submarino del Aire (Ciudad de México)
- Masterizado por Roger Siebel en SAE Mastering (Phoenix)
- Diseño gráfico – Estudio Peón
- Fotos – Luis García, Azul Zavala y Ana Paula Rosales
- Portada: Los tres mustafás (óleo y madera) de Enrique Alcaraz

- Datos: Q6169933